# 名古屋市立昭和橋中学校
名古屋市立昭和橋中学校（なごやしりつ しょうわばしちゅうがっこう）は、名古屋市中川区八剱町にある公立中学校。

## 歴史
1947年（昭和22年）4月1日、新学制成立に伴い、名古屋市立一色中学校昭和橋分校として設立される。翌年4月1日には所属先を名古屋市立一柳中学校に変更し、同校昭和橋分校となる。
昭和橋中学校として独立を果たしたのは1951年（昭和26年）4月1日になってからであった。この校地はかつて名古屋市立工業高等学校が置かれていた場所である。

## 通学区域
所管する名古屋市教育委員会は、2018年（平成30年）度現在、昭和橋中学校の通学区域として昭和橋小学校および玉川小学校区を指定している。

## 生徒数の変遷
『愛知県小中学校誌』（2018年）によると、生徒数の変遷は以下の通りである。
| 1951年（昭和26年） | 492人 |  |
| 1957年（昭和32年） | 738人 |  |
| 1967年（昭和42年） | 737人 |  |
| 1977年（昭和52年） | 761人 |  |
| 1987年（昭和62年） | 705人 |  |
| 1997年（平成9年）  | 470人 |  |
| 2007年（平成19年） | 395人 |  |
| 2017年（平成29年） | 392人 |  |

## アクセス
名古屋市営バス幹神宮2号系統の「六番町」停留所か「十一番町」停留所より徒歩10分の位置に所在する。また、同じく徒歩10分の距離に名古屋市営地下鉄名港線 六番町駅がある。

## 事故・訴訟
2014年7月、水泳授業で2年生男子生徒がプールに飛び込んだ際プール底に頭部を強打、脊髄損傷により首から下が麻痺の後遺症を負い要介助生活。
2017年5月、被害元生徒が名古屋市を相手取り提訴。
2019年6月7日、名古屋市教育委員会は被害元生徒側に2億1855万円を支払う和解案に合意したと発表。

### WEB
1. ↑  名古屋市教育委員会事務局総務部教育環境計画室計画係 (2018年4月1日). “名古屋市立中学校区一覧　（小→中）” (PDF).   名古屋市. 2018年11月11日閲覧。
2. 1 2  “交通案内”.   名古屋市立昭和橋中学校. 2018年11月11日閲覧。
3. ↑  “水泳授業で飛び込み障害　名古屋市、２億円和解案に合意” (2019年6月7日). 2021年2月23日閲覧。

### 文献
1. 1 2 3 4 5 6  中川区制50周年記念誌編集委員会1987, p. 437.
2. ↑  六三制教育七十周年記念 愛知県小中学校誌 合同記念誌編集特別委員会 2018, p. 234.